# Héctor Altamirano
Héctor Altamirano Escudero (* 17. März 1977 in Matías Romero, Oaxaca), auch bekannt unter dem Spitznamen El Pity, ist ein ehemaliger mexikanischer Fußballspieler auf der Position eines Außenverteidigers.

## Laufbahn
Altamirano begann seine Profikarriere beim Club Deportivo Social y Cultural Cruz Azul, mit dem er im Torneo Invierno 1997 den bisher letzten Meistertitel in der Geschichte der Cementeros gewann.
Nach der Saison 1997/98, in der Altamirano lediglich zu sechs Einsätzen in der ersten Liga gekommen war, wechselte er zum Ligakonkurrenten Santos Laguna, bei dem er in den folgenden sieben Jahren unter Vertrag stand, gut zweihundert Einsätze in der höchsten mexikanischen Spielklasse absolvierte und mit 33 Treffern seine für einen Abwehrspieler ungewöhnliche Torgefährlichkeit unter Beweis stellte. Seine in dieser Hinsicht erfolgreichste Spielzeit war die Saison 2001/02, in der Altamirano 14 Tore erzielte. Einen wichtigeren Erfolg feierte er im vorangegangenen Torneo Verano 2001, in dem er mit den Guerreros sowohl deren als auch seinen persönlich zweiten Meistertitel in der höchsten mexikanischen Spielklasse gewann.
Nach seinem Weggang vom Club Santos Laguna spielte er noch für diverse mexikanische Vereine, wovon ein rund anderthalbjähriger Aufenthalt beim Querétaro Fútbol Club seine längste Station war.
Zwischen 1999 und 2005 bestritt Altamirano insgesamt 26 Länderspieleinsätze für die mexikanische Fußballnationalmannschaft, bei denen er vier Treffer erzielte.
Nach seiner aktiven Laufbahn begann Altamirano eine Laufbahn als Fußballtrainer.

## Erfolge
Mexikanischer Meister: Invierno 1997, Verano 2001